# 侮辱

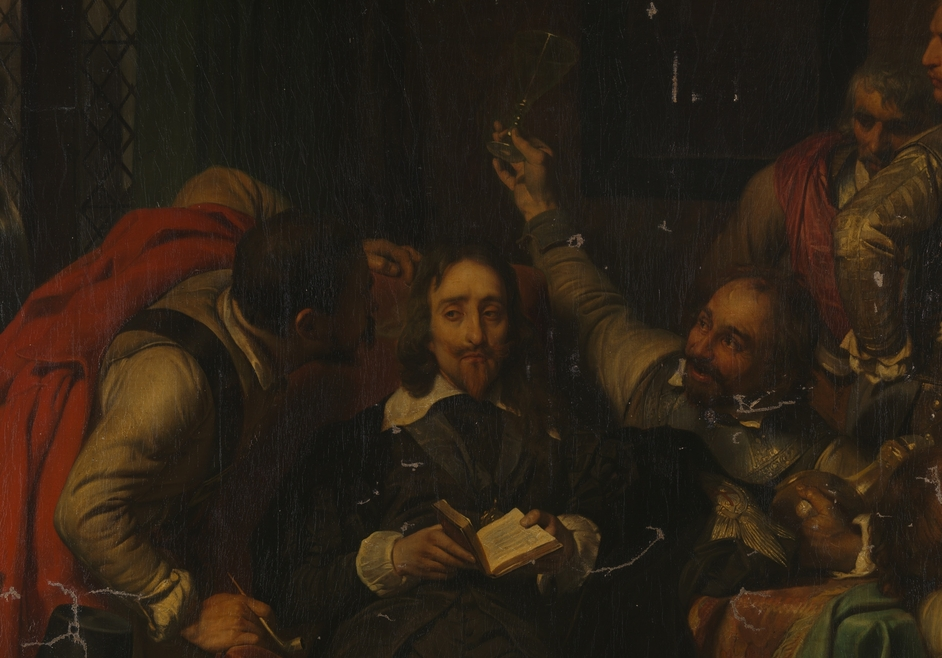
一幅描述英王查理一世受貴族手下士兵侮辱的繪畫作品。

侮辱（英語：insult）是一種負面的表達方式、陳述或行為，為不尊重和輕蔑的行為。侮辱可以是有意或無意的。侮辱可以是對一些事實之人身攻擊，諸如法盲、近親交配等，一般來說，侮辱行為有可能會被定為輕微犯罪，以《中華民國刑法》為例，該法有一條「妨害名譽及信用罪」，其中即明文指出「公然侮辱」可以依法判處拘役或罰金等刑罰。依多數國家現行法律規定，誹謗與公然侮辱是不同的，誹謗涉及談論他人具體行為的言詞；而公然侮辱則不涉及這樣的談論。例如，若僅是在眾人面前以污言穢語辱罵他人是公然侮辱，但在大庭廣眾之下公開指責他人「小偷」、「考試作弊」或「不知羞恥」等語，就極有可能涉及誹謗。

## 文獻
- Thomas Conley: Toward a rhetoric of insult. University of Chicago Press, 2010, ISBN 0-226-11478-3.
- Croom, Adam M. "Slurs." Language Sciences, Volume 33, Number 3, May 2011, pp. 343-358. Published by Elsevier （页面存档备份，存于）.